# Ободная лента
Ободная лента (жарг. флиппер; англ. rim tape) — резиновая или полимерная полоска, предохраняющая камеру от механических воздействий со стороны обода. В бескамерных шинах ободная лента может служить для обеспечения герметичности обода. Основную опасность для камер несут концы спиц и острые края спицевых отверстий.

## Типоразмеры
Ободная лента может поставляться под определенный диаметр обода или в рулонах. Ширина ленты выбирается под конкретный обод. 

## Материалы
Для лент низкого и высокого давления используют разные материалы. Резиновые ленты используются для шин с низким давлением, армированные полимерные ленты — для шин с высоким давлением.